# Nuoto ai campionati europei di nuoto 2022 - 800 metri stile libero maschili
La specialità degli 800 metri stile libero maschili dei campionati europei di nuoto 2022 si è svolta il 12 e 13 agosto 2022 presso il complesso natatorio del Foro Italico, a Roma.

## Podio
| Pos.    | Atleta               | Nazione  |
| ------- | -------------------- | -------- |
| Oro     | Gregorio Paltrinieri | Italia   |
| Argento | Lukas Märtens        | Germania |
| Bronzo  | Lorenzo Galossi      | Italia   |

## Record
Prima della manifestazione il record del mondo (RM), il record europeo (EU) e il record dei campionati (RC) erano i seguenti.
|  | 7'32"12 | Zhang Lin            | 29 luglio 2009 Roma    |
|  | 7'39"27 | Gregorio Paltrinieri | 24 luglio 2019 Gwangju |
|  | 7'42"33 | Gregorio Paltrinieri | 20 maggio 2016 Londra  |

Durante la competizione è stato battuto il seguente record:
| Data      | Evento | Atleta               | Nazione | Tempo   | Record | Nota |
| --------- | ------ | -------------------- | ------- | ------- | ------ | ---- |
| 13 agosto | Finale | Gregorio Paltrinieri | Italia  | 7'40"86 | CR     |      |

## Risultati

### Batterie
| Pos. | Batteria | Corsia | Atleta                | Nazionalità | Tempo       | Note        |
| ---- | -------- | ------ | --------------------- | ----------- | ----------- | ----------- |
| 1    | 3        | 4      | Mykhailo Romanchuk    | Ucraina     | 7:47.93     | Q           |
| 2    | 3        | 5      | Lukas Märtens         | Germania    | 7:48.38     | Q           |
| 3    | 2        | 4      | Gregorio Paltrinieri  | Italia      | 7:48.91     | Q           |
| 4    | 3        | 3      | Lorenzo Galossi       | Italia      | 7:49.08     | Q           |
| 5    | 3        | 6      | Damien Joly           | Francia     | 7:49.17     | Q           |
| 6    | 2        | 3      | Sven Schwarz          | Germania    | 7:49.30     | Q           |
| 7    | 2        | 5      | Gabriele Detti        | Italia      | 7:49.93     |             |
| 8    | 3        | 7      | Marco De Tullio       | Italia      | 7:51.60     |             |
| 9    | 3        | 1      | Joris Bouchaut        | Francia     | 7:51.63     | Q           |
| 10   | 2        | 2      | Victor Johansson      | Svezia      | 7:52.48     | Q           |
| 11   | 2        | 1      | Dimitrios Markos      | Grecia      | 7:52.60     |             |
| 12   | 2        | 6      | Henrik Christiansen   | Norvegia    | 7:53.82     |             |
| 13   | 3        | 2      | Oliver Klemet         | Germania    | 7:59.24     |             |
| 14   | 2        | 0      | Carlos Garach         | Spagna      | 7:59.31     |             |
| 15   | 3        | 0      | Krzysztof Chmielewski | Polonia     | 7:59.50     |             |
| 16   | 2        | 8      | Kieran Bird           | Regno Unito | 8:04.48     |             |
| 17   | 3        | 8      | Bar Soloveychik       | Israele     | 8:05.71     |             |
| 18   | 1        | 5      | Yoav Romano           | Israele     | 8:11.02     |             |
| 19   | 1        | 4      | Liam Custer           | Irlanda     | 8:15.09     |             |
| 20   | 3        | 9      | Yordan Yanchev        | Bulgaria    | 8:15.39     |             |
| 21   | 2        | 7      | Jon Jøntvedt          | Norvegia    | 8:20.88     |             |
|      | 1        | 3      | Franc Aleksi          | Albania     | Non partito | Non partito |

### Finale
| Pos.    | Corsia | Atleta               | Nazionalità | Tempo   | Note |
| ------- | ------ | -------------------- | ----------- | ------- | ---- |
| Oro     | 3      | Gregorio Paltrinieri | Italia      | 7:40.86 | CR   |
| Argento | 5      | Lukas Märtens        | Germania    | 7:42.65 |      |
| Bronzo  | 6      | Lorenzo Galossi      | Italia      | 7:43.37 | WJ   |
| 4       | 4      | Mykhailo Romanchuk   | Ucraina     | 7:45.03 |      |
| 5       | 7      | Sven Schwarz         | Germania    | 7:47.36 |      |
| 6       | 2      | Damien Joly          | Francia     | 7:48.82 |      |
| 7       | 1      | Joris Bouchaut       | Francia     | 7:50.69 |      |
| 8       | 8      | Victor Johansson     | Svezia      | 7:54.51 |      |